# 拉昔夫·西迪
拉昔夫·西迪（1962年5月29日—），暱稱阿吉布（Ajib），馬來西亞前男子羽毛球運動員。
拉昔夫·西迪出生於雪蘭莪州瓜拉冷岳縣的万津，為著名羽毛球家族「西迪五兄弟」當中的老二，僅次於長兄米斯本。他通常與弟弟賈蘭尼搭配打雙打。他們俩曾經在1982年全英公開賽決賽中，擊敗蘇格蘭的組合比利·吉里蘭德與丹·崔佛斯而贏得冠軍。
他們也是1992年馬來西隊國家羽球隊在其國家體育館以3-2擊敗印尼隊，奪回睽違25年的湯姆斯盃重要功臣之一。在
1992年巴塞罗那奧運會上，他們打進男子雙打半決賽，雖然隨後敗給韓國組合朴柱奉與金文秀而僅獲銅牌，卻也是馬來西亞歷史上首面奧運獎牌。
在1980年代至1990年代初期，他與賈蘭尼的搭配，和朴柱奉／金文秀、洪忠中／郭宏源、田秉毅／李永波並稱為當世男子雙打四大天王組合。
他從球場退休之後，曾在1994年至1996年擔任馬來西亞國家隊的教練。

## 主要成績

### 搭檔賈蘭尼
- 全英公開賽冠軍 1982
- 加拿大公開賽冠軍 1983、1984、1991
- 泰國公開賽亞軍 1984
- 馬來西亞公開賽冠軍 1985、1987
- 世界大獎賽冠軍 1986、1988、1989、1991
- 日本公開賽冠軍 1986
- 台北名人賽冠軍 1986、1989、1991
- 全英公開賽亞軍 1986、1988
- 馬來西亞公開賽亞軍 1991
- 印尼公開賽冠軍 1988、1990
- 中國公開賽冠軍 1989
- 香港公開賽冠軍 1989
- 湯姆斯盃亞軍 1988、1990 （男子團體賽）
- 東南亞運動會冠軍 1989、1991 （男子團體賽）
- 大英國協運動會冠軍 1990
- 德國公開賽 1990
- 世界盃冠軍 1990、1991
- 美國公開賽冠軍 1991
- 亞洲羽毛球錦標賽冠軍 1990、1991、1992
- 湯姆斯盃冠軍 1992 (men team event)
- 1992年巴塞罗那奧運會銅牌

### 搭檔王明忠
- 大英國協運動會金牌 1982

### 單打
- 大英國協運動會銅牌 1982

## 榮譽
- 马来西亚
  -  護國有功勳章 (A.M.N.) (1983)[1]
  -  皇家效忠勳章 (B.S.D.) (1988)[2]
  -  護國丞官勳章 (K.M.N.) (1992)[3]